# Rusești (Hunyad megye)
Rusești, település Romániában, Erdélyben, Hunyad megyében.

## Fekvése
Felsőbulzesd mellett fekvő település.

## Története
Ruseşti korábban Felsőbulzesd (Bluzeştii de Sus) része volt. 1956-ban vált külön településsé 217 lakossal.
1966-ban 113, 1977-ben 101, 1992-ben 45, a 2002-es népszámláláskor 21 román lakosa volt.